# 7583 Rosegger
7583 Rosegger è un asteroide della fascia principale. Scoperto nel 1991, presenta un'orbita caratterizzata da un semiasse maggiore pari a 2,9988657 UA e da un'eccentricità di 0,0624234, inclinata di 10,82460° rispetto all'eclittica.
Dal 20 giugno al 18 agosto 1997, quando 7684 Marioferrero ricevette la denominazione ufficiale, è stato l'asteroide denominato con il più alto numero ordinale. Prima della sua denominazione, il primato era di 7536 Fahrenheit.
L'asteroide è dedicato allo scrittore austriaco Peter Rosegger.